# Фоант (сын Мандродора)
Фоант (др.-греч. Θόας; IV век до н. э.) — македонский сатрап Гедросии.

## Биография
Фоант, сын Мандродора, был родом из ионийского города Магнесии на Меандре. Впервые его имя упоминается в числе триерархов македонского флота на Гидаспе при описании событий Индийского похода. Во время шествия македонской армии через пустыню Гедросии в 325 году до н. э. Фоант получил от Александра Македонского задание найти у побережья подходящие места для организации складов для кораблей Неарха.
После прибытия в столицу Гедросии Александр отстранил от должности её наместника Аполлофана, «так как он не выполнил ни одного его распоряжения» и назначил на его пост Фоанта. Но в том же году Фоант умер от болезни. Александр объединил гедросийско-оритскую сатрапию с Арахозией и поставил во главе её Сибиртия, бывшего ранее правителем Кармании.